# شهرستان البرت، میشیگان
شهرستان البرت، میشیگان (به انگلیسی: Albert Township, Michigan) یک منطقهٔ مسکونی در ایالات متحده آمریکا است که در میشیگان واقع شده‌است.

## خصوصیات
شهرستان البرت ۱۸۲٫۵ کیلومترمربع مساحت و ۲٬۶۹۵ نفر جمعیت دارد و ۳۸۳ متر بالاتر از سطح دریا واقع شده‌است.